# Giant Records
La Giant Records (spesso confusa con l'omonima etichetta di proprietà della Warner) è stata un'etichetta discografica indipendente, sotto il controllo della Dutch East India Trading (la cui più importante e popolare etichetta fu la Homestead Records), con sede a Long Island, New York.  La Giant produsse principalmente gruppi punk rock, come Dag Nasty.

## Artisti legati alla Giant Records[1]
- Cabaret Voltaire
- Dag Nasty
- Government Issue
- 7 Seconds
- Shonen Knife
- The Slickee Boys
- Uncle Tupelo
- Indestructible Noise Command